# People's Viennaline
People's Viennaline (nombre legal Altenrhein Luftfahrt GmbH) es una aerolínea austríaca que opera vuelos de pasajeros, entre su base en el Aeropuerto de San Galo-Altenrhein y el Aeropuerto Internacional de Viena, usando un Embraer E-170 equipado con 76 asientos en configuración de clase económica. Fundada en 2010, realizó su primer vuelo comercial el 27 de marzo de 2011. 

## Historia
Fundada como People's Viennaline en 2010, el primer vuelo comercial de la compañía tuvo lugar el 27 de marzo de 2011. Durante varios años, People's solo operó una única ruta programada entre San Galo y Viena. Sin embargo, la red de rutas se ha ampliado desde entonces con algunos servicios de temporada y chárter.
En noviembre de 2016, People's inauguró la ruta internacional en jet más corta del mundo (y, después de San Martín-Anguila, la segunda ruta internacional más corta en general). El vuelo desde el aeropuerto de San Galo-Altenrhein (Suiza), hasta el aeropuerto de Friedrichshafen (Alemania), tomó solo ocho minutos de vuelo sobre el lago de Constanza y podría haberse reservado individualmente. La aerolínea enfrentó duras críticas por este servicio por parte de políticos y organizaciones ambientalistas. Este tramo era parte de su entonces nuevo servicio San Galo/Altenrhein-Friedrichshafen-Colonia/Bonn. Sin embargo, esta ruta fue cancelada por completo a mediados de abril de 2017 debido al bajo número de pasajeros. Poco después, la aerolínea anunció planes para cancelar también su última ruta restante desde Friedrichshafen a Viena.
En mayo de 2018, People's Viennaline anunció un cambio de nombre a People's abreviado para reflejar su red de rutas ampliada.
En octubre de 2019, la aerolínea anunció importantes medidas de reestructuración que consistieron principalmente en la eliminación gradual de uno de sus dos aviones Embraer 170 y el cierre de todas las operaciones chárter fuera de su base de San Galo/Altenrhein.

## Destinos
En enero de 2025, People's opera los siguientes destinos.
| Países  | Destinos          | Aeropuertos                                            | Notas              |
| ------- | ----------------- | ------------------------------------------------------ | ------------------ |
| Austria | Viena             | Aeropuerto de Viena-Schwechat                          | Hub secundario     |
| Croacia | Brač              | Aeropuerto de Brač                                     | Chárter estacional |
| Croacia | Pula              | Aeropuerto de Pula                                     | Chárter estacional |
| España  | Ibiza             | Aeropuerto de Ibiza                                    | Chárter estacional |
| España  | Menorca           | Aeropuerto de Menorca                                  | Chárter estacional |
| España  | Palma de Mallorca | Aeropuerto de Palma de Mallorca                        | Chárter estacional |
| Francia | Calvi             | Aeropuerto de Calvi Sainte-Catherine                   | Chárter estacional |
| Francia | Figari            | Aeropuerto de Figari-Sud Corse                         | Chárter estacional |
| Grecia  | Cefalonia         | Aeropuerto Internacional de Cefalonia                  | Chárter estacional |
| Grecia  | Corfú             | Aeropuerto Internacional de Corfú-Ioannis Kapodistrias | Chárter estacional |
| Italia  | Cagliari          | Aeropuerto de Cagliari-Elmas                           | Chárter estacional |
| Italia  | Catania           | Aeropuerto de Catania-Fontanarossa                     | Chárter estacional |
| Italia  | Elba              | Aeropuerto de Marina di Campo                          | Chárter estacional |
| Italia  | Nápoles           | Aeropuerto de Nápoles-Capodichino                      | Chárter estacional |
| Italia  | Olbia             | Aeropuerto de Olbia-Costa Smeralda                     | Chárter estacional |
| Italia  | Regio de Calabria | Aeropuerto de Regio de Calabria                        | Chárter estacional |
| Suiza   | San Galo          | Aeropuerto de San Galo-Altenrhein                      | Hub principal      |

## Flota
La aerolínea opera en la actualidad la siguiente aeronave:
| Aeronaves     | En servicio | Pedidos | Pasajeros (clase única)                            | Matrículas                                         | Antigüedad                                         |
| ------------- | ----------- | ------- | -------------------------------------------------- | -------------------------------------------------- | -------------------------------------------------- |
| Embraer E-170 | 1           | —       | 76                                                 | OE-LMK «Laura Nora»                                | 18,2 años                                          |
| Total         | 1           | —       | Edad media de la flota (enero de 2025): 18,2 años. | Edad media de la flota (enero de 2025): 18,2 años. | Edad media de la flota (enero de 2025): 18,2 años. |